# Червяков, Александр Григорьевич
Алекса́ндр Григо́рьевич Червяко́в (бел. Аляксандр Рыгоравіч Чарвякоў, 25 февраля (8 марта) 1892, Дукорка, Игуменский уезд, Минская губерния, Российская империя (ныне Пуховичский район, Беларусь) — 16 июня 1937, Минск) — советский белорусский партийный и государственный деятель.

## Биография
Александр Червяков родился 25 февраля (8 марта) 1892 года в деревне Дукорка Игуменского уезда Минской губернии в деревенской семье.
Окончил Виленский учительский институт (1915) и Александровское военное училище (1916). Служил в русской армии (1915—1917). Вступил в ряды РКП(б) в мае 1917 года и принимал активное участие в большевистском восстании в Петрограде, а позднее стал одним из основателей и руководителей Белорусской социал-демократической рабочей партии.
13 февраля 1918 года был назначен комиссаром по белорусским делам (Белнацком) при Народном комиссариате по делам национальностей РСФСР. 1 января 1919 года Червяков вместе с другими членами Временного революционного рабоче-крестьянского правительства Белоруссии подписал Манифест о провозглашении Белорусской ССР. Во время недолгого существования Советской власти в Белоруссии в 1919 году занимал должность наркома просвещения Литовско-Белорусской Советской Социалистической Республики (январь 1919 — 31 июля 1920).
С восстановлением советской власти в Белоруссии в 1920 году Червяков был назначен председателем Минского губревкома, а затем Всебелорусского ревкома. Исполняющий обязанности Председателя ЦИК Белорусской ССР (1 августа 1920 — 18 декабря 1920), Председатель ЦИК Белорусской ССР (18 декабря 1920 года — 16 июня 1937 года), Председатель СНК Белорусской ССР (18 декабря 1920 года — 17 марта 1924 года), народный комиссар по иностранным делам Белорусской ССР (1921 — июль 1923).

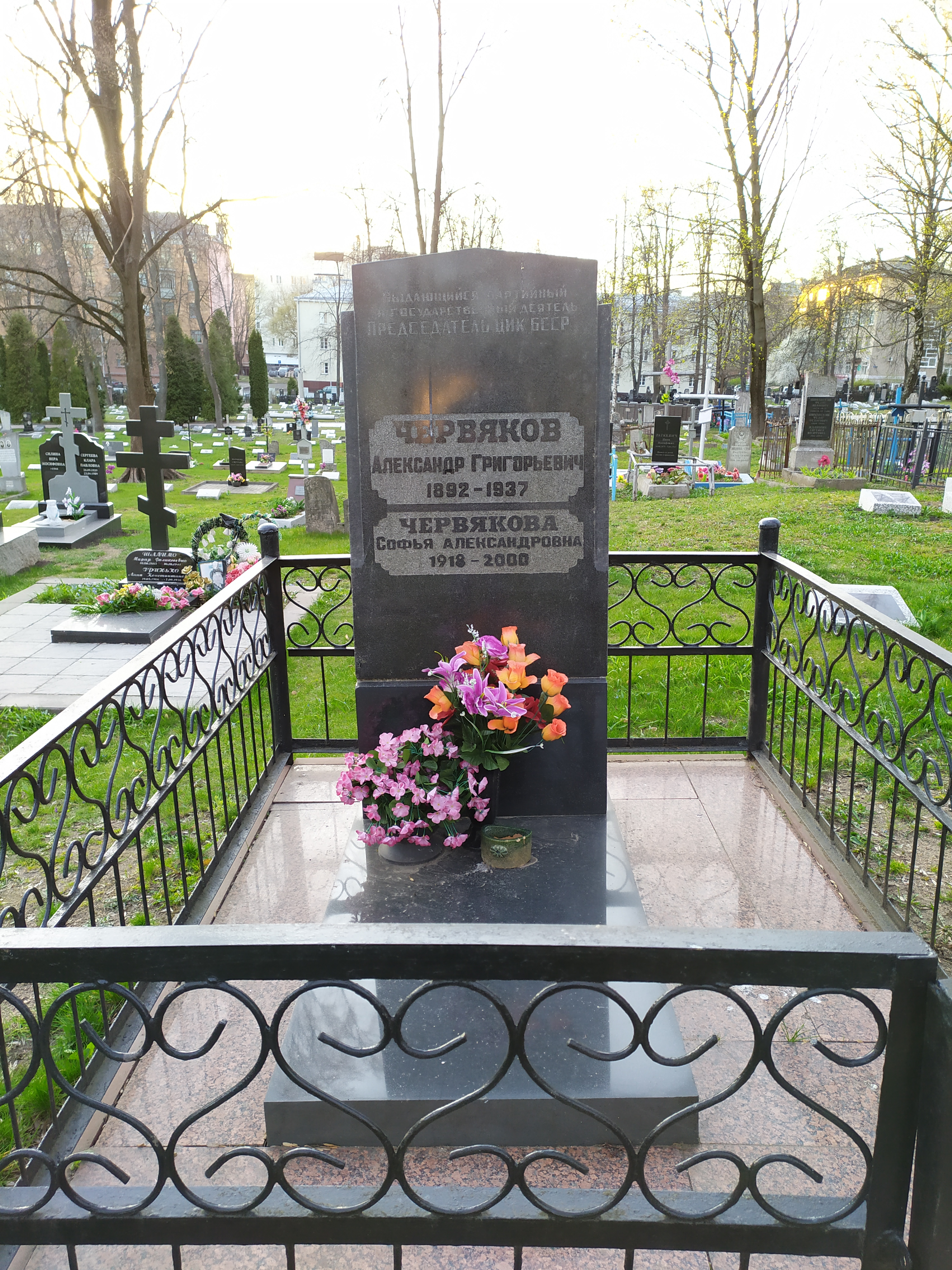
Могила Александра Червякова и его дочери Софьи на Военном кладбище Минска

30 декабря 1922 года I сессия ЦИК СССР избрала Червякова, а также М. И. Калинина, Г. И. Петровского и Н. Нариманова сопредседателями ЦИК СССР. Член Центрального бюро ЦК КП(б) Беларуси (25 ноября 1920 — 10 января 1924 года), Временного Белорусского бюро ЦК РКП(б) (4 февраля 1924 — 14 мая 1924 года), ЦК КП(б) Беларуси (14 мая 1924 — 16 июня 1937 года), Бюро ЦК КП(б) Беларуси (29 ноября 1927 — 16 июня 1937 года). Являлся председателем общества «Долой неграмотность».
На XVI съезде КП(б)Б (10—19 июня 1937 года) был подвергнут резкой критике за недостаточную работу по уничтожению «врагов народа». 16 июня в перерыве съезда застрелился в своём кабинете. По официальной версии покончил жизнь самоубийством «на личной семейной почве». Похоронен на Военном кладбище города Минска.

## Память
- В честь Червякова названа улица и переулок Александра Червякова в Центральном районе Минска, а также улица на его малой родине в Дукорках (ныне – часть агрогородка Дукора).
- Именем Александра Червякова названа Свислочская средняя школа (г. п. Свислочь, Пуховичский район, Минская область)[2].
- На доме по ул. Карла Маркса, 30 установлена мемориальная доска в честь Александра Червякова.

## Отражение в литературе
Александр Червяков стал персонажем ряда литературных произведений, в частности романа Ивана Мележа «Подых навальніцы» («Дыхание грозы», 1966) и повести Василя Быкова «Знак бяды» («Знак беды», 1982).

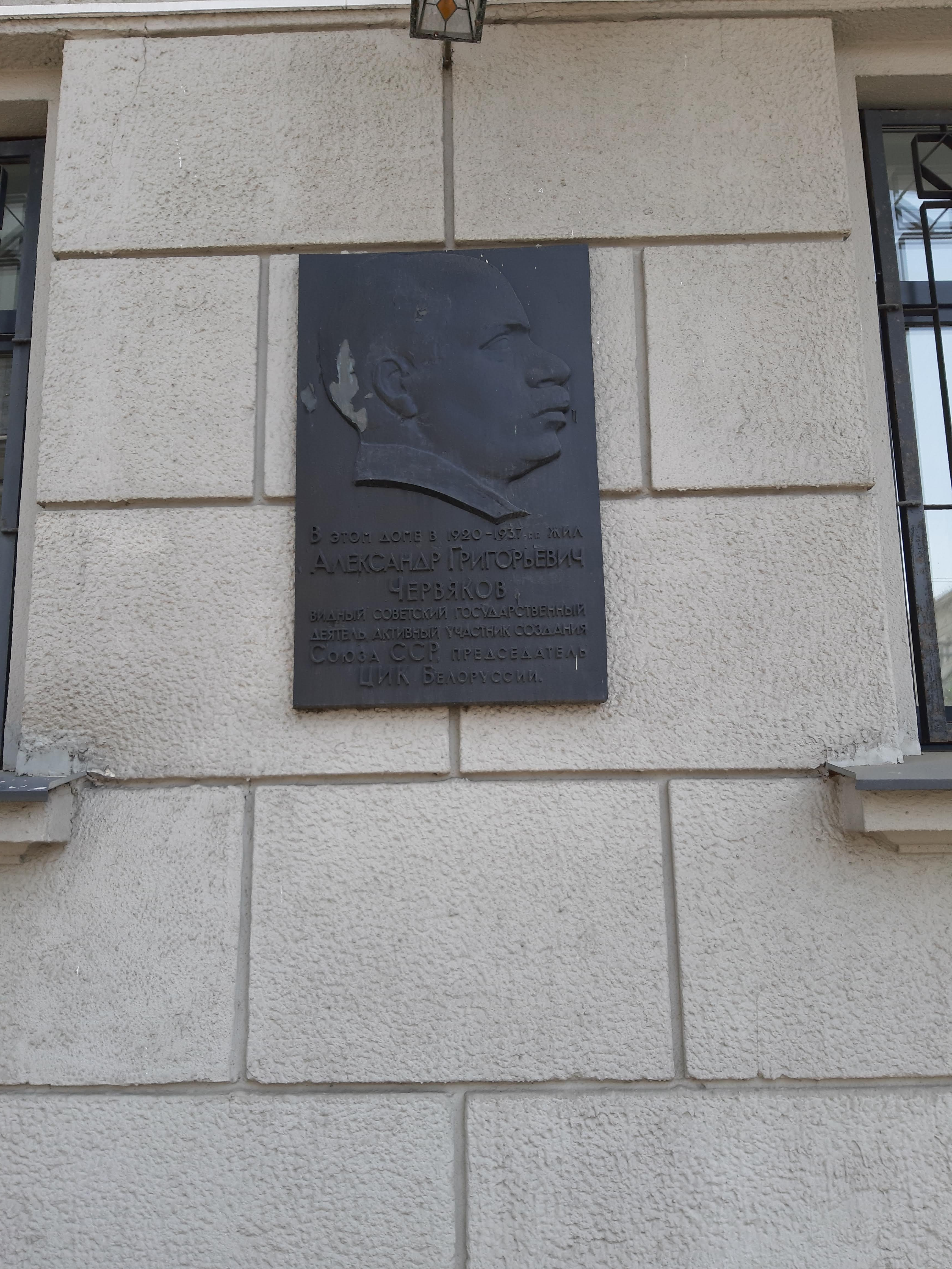
Мемориальная доска в честь Александра Червякова